# Batalha de Constantinopla (922)
A Batalha de Constantinopla foi travada em junho de 922 nas redondezas da capital do Império Bizantino, Constantinopla, entre as forças do Primeiro Império Búlgaro e os bizantinos durante a Guerra bizantino-búlgara de 913–927. No verão, o imperador Romano I Lecapeno (r. 920–944) enviou tropas sob o comando de Sactício para repelir outro raide búlgaro próximo da capital. Os bizantinos atacaram o campo búlgaro, mas foram derrotados quando confrontados pela principal força búlgara. Durante a fuga, Sactício foi mortalmente ferido e morreu na noite seguinte.
Os búlgaros, que cerca de 922 estavam controlando boa parte dos Bálcãs, continuaram a pilhar o campo bizantino virtualmente sem oposição. Contudo, careciam de um poder marítimo para conduzir um cerco bem-sucedido de Constantinopla. As tentativas subsequentes para negociar uma aliança bizantino-árabe para um assalto conjunto a Constantinopla foram descobertas pelos bizantinos e contidas com sucesso. A situação estratégica nos Bálcãs permaneceu inalterada até ambos os lados assinaram um tratado de paz em 927, que reconheceu o título imperial dos monarcas búlgaros e a independência completa da Igreja Ortodoxa Búlgara como patriarcado autocéfalo.

## Antecedentes

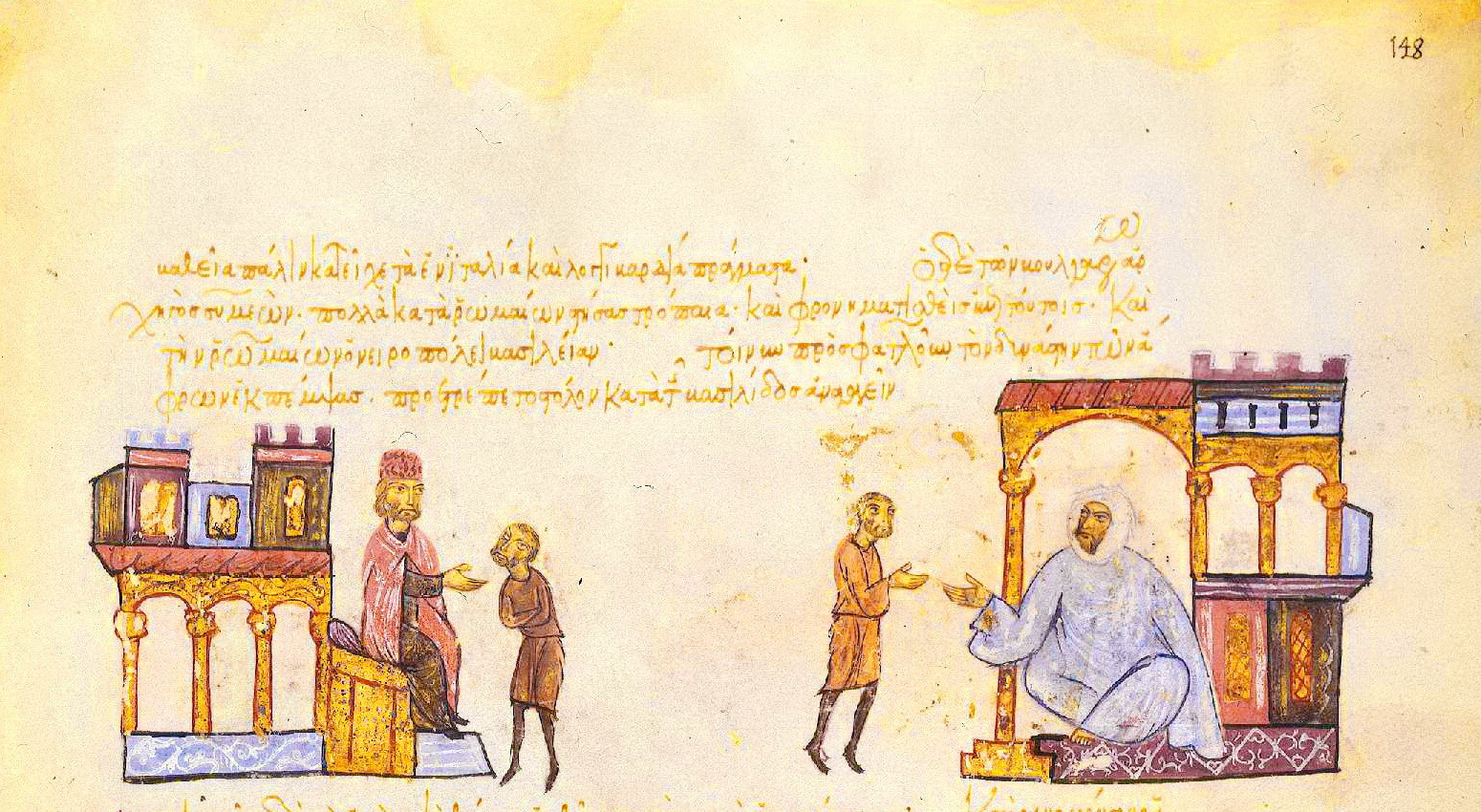
Emissários de Simeão consultam o califa Abedalá Almadi Bilá. Iluminura do Escilitzes de Madri

Durante seu curto reinado, o imperador Alexandre (r. 912–913) provocou um conflito com o cã Simeão I (r. 893–927). Ele, que a muito ambicionava reclamar o título imperial, tomou a oportunidade para guerrear. Com o Império Bizantino em desordem, os búlgaros chegaram a Constantinopla sem oposição e forçaram a regência de Constantino VII (r. 913–959) a reconhecê-lo imperador. Após um golpe palaciano em 914, a nova regência revogou as concessões dadas aos búlgaros e convocou o exército inteiro, incluindo as tropas da Ásia Menor, para lidar com a ameaça búlgara de uma vez por todas. Na decisiva Batalha de Anquíalo em 917, as forças bizantinas foram completamente aniquiladas, deixando os búlgaros no comando dos Bálcãs. Suas campanhas anuis chegaram até as muralhas de Constantinopla e o istmo de Corinto. Todas as tentativas subsequentes para confrontar o exército búlgaro em Catarsitai, Águas Cálidas e Pegas terminaram em derrota.
Embora militarmente supremo em terra, ele precisava de auxílio naval para sitiar a capital. Em 922, enviou clandestinamente emissários ao califa Abedalá Almadi Bilá em Mádia para negociar a ajuda de sua poderosa marinha. Simeão propôs dividir os espólios igualmente; os búlgaros manteriam Constantinopla e os fatímidas ganhariam os territórios bizantinos na Sicília e sul da Itália.

## Batalha

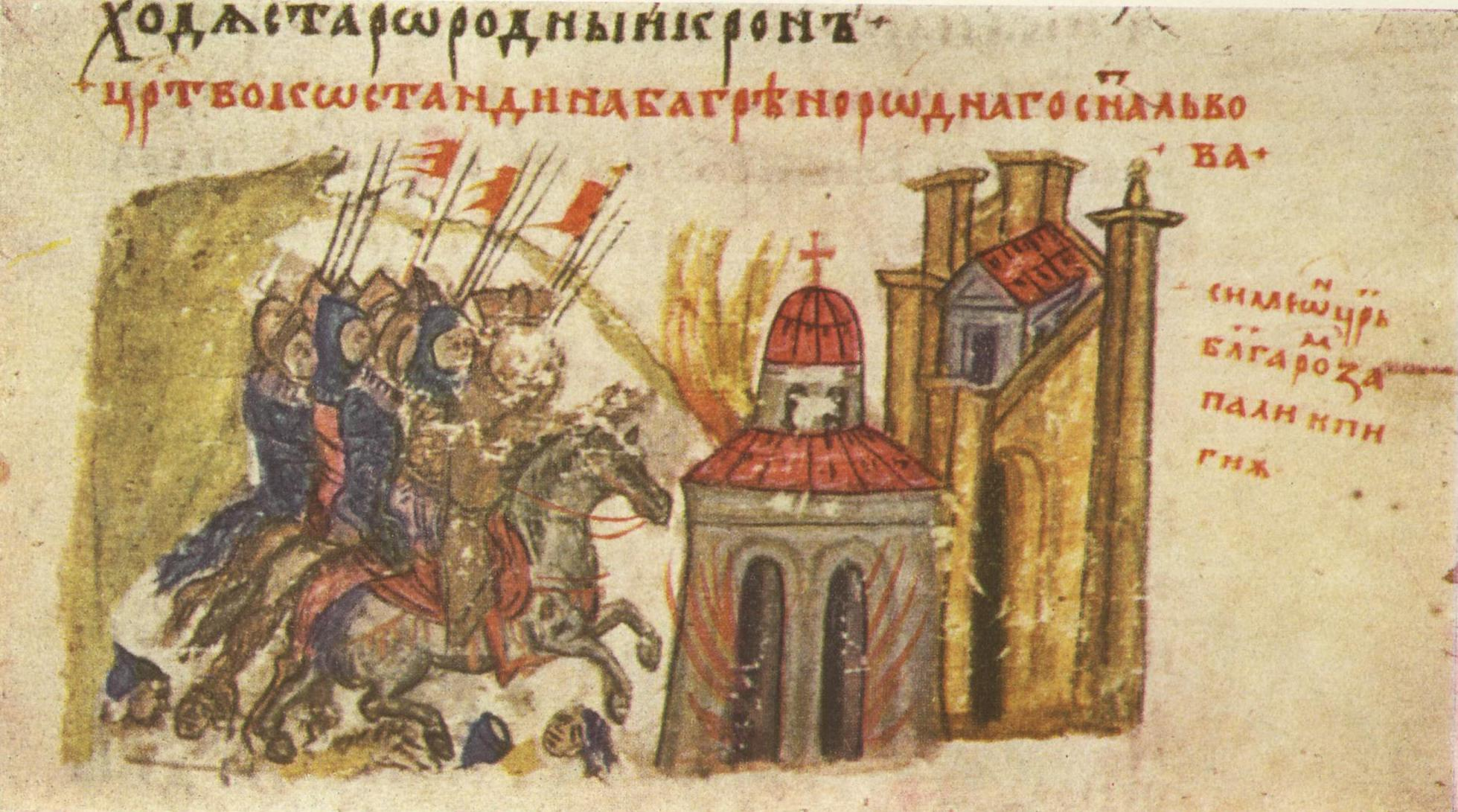
Búlgaros incendeiam Igreja de Santa Maria da Fonte perto da capital. Iluminura da Crônica de Constantino Manasses

Para distrair a atenção bizantina das negociações secretas com os árabes, no verão de 922 os búlgaros lançaram uma campanha na Trácia Oriental. Capturaram e guarneceram algumas cidades fortificadas na região, incluindo Bizie. Em junho, chegaram as cercanias de Constantinopla e incendiaram o Palácio de Teodora, situado nas margens do Corno de Ouro. Em resposta, o Romano I Lecapeno (r. 920–944) convocou os comandantes das tagmas num banquete e incitou-os a confrontar os búlgaros. No dia seguinte um deles, Sactício, liderou o assalto contra os búlgaros.
Enquanto boa parte dos soldados búlgaros dispersou para saquear, os bizantinos atacaram o campo búlgaro e mataram alguns poucos defensores deixados lá. Quando as principais forças búlgaras souberam do ataque, retornaram ao acampamento para confrontar os oponentes. Na batalha subsequente, os búlgaros prevaleceram e forçaram os bizantinos a fugir apesar da coragem de Sactício, que os cronistas alegam que "matou muitos". Durante a fuga, o cavalo de Sactício ficou preso no logo de um rio e o comandante bizantino foi ferido na nádega e na coxa. Seus soldados conseguiram libertar o cavalo do lodo e levá-lo para Blaquerna vivo. Sactício foi levado a Igreja de Santa Maria de Blaquerna, onde morreu na noite seguinte.

## Rescaldo

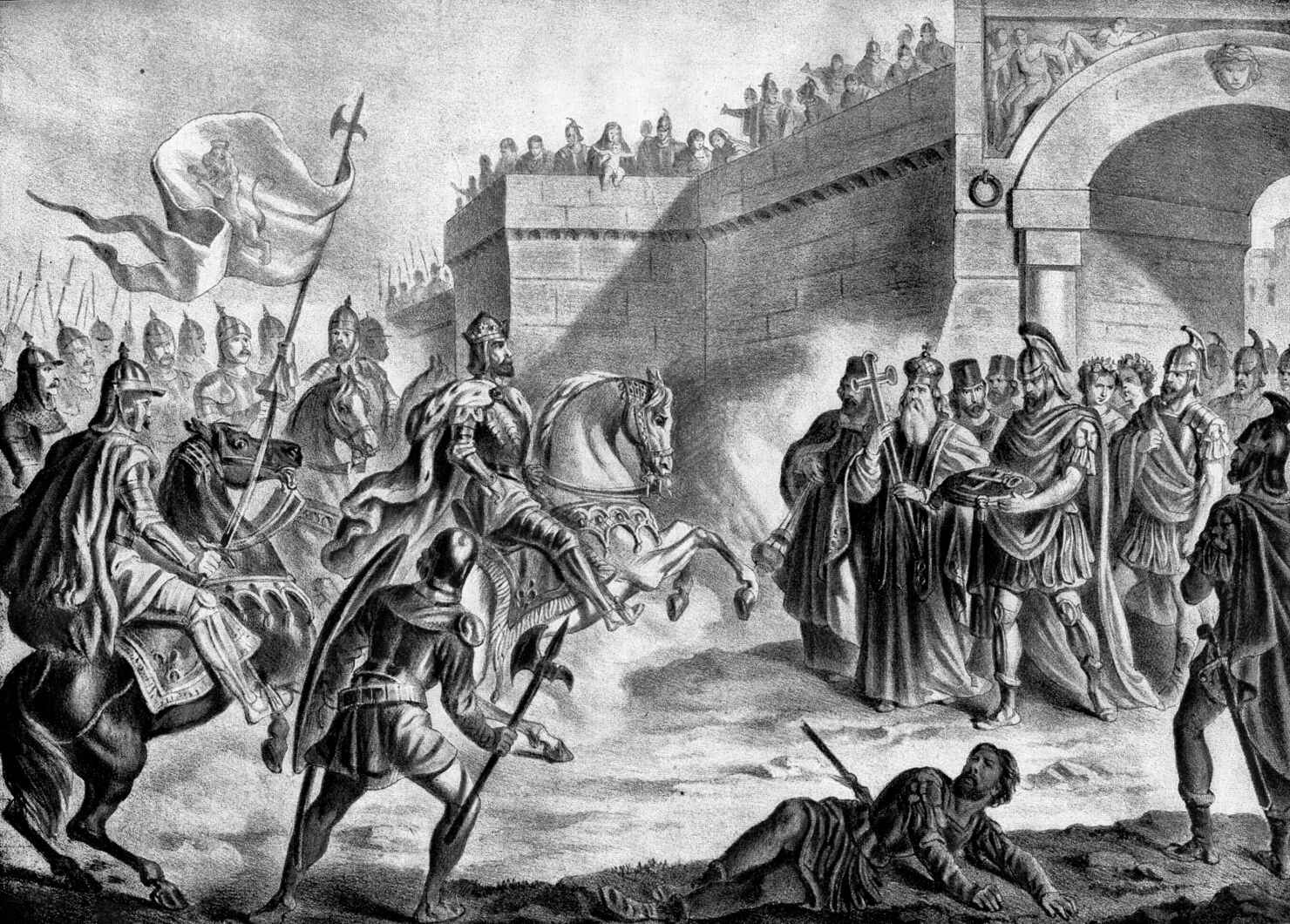
Nicolau Místico negociando a paz com Simeão às portas de Constantinopla. Gravura do século XIX

Após a vitória, Simeão enviou cartas ao patriarca Nicolau Místico e o coimperador de Romano, Constantino VII,[a] para propor negociações de paz. Contudo, sua intenção foi prolongar as negociações até o retorno de seus emissários dos fatímidas. Quando Simeão e Nicolau trocaram cartas as ações militares continuaram. Em poucas semanas, o exército búlgaro capturou Adrianópolis, a cidade mais importante da Trácia. A queda de Adrianópolis aumentou o temor em Constantinopla de que um assalte búlgaro à cidade era iminente. Os bizantinos tentaram intimidar Simeão ameaçando incitar magiares, pechenegues e rus' a atacar a Bulgária, como fizeram na guerra de 894–896. Simeão sabia que eram palavras vazias, pois o Império Bizantino não estava em posição de realizar essas ameaças.
No meio tempo, os emissários búlgaros receberam uma recepção calorosa de Almadi. O califa aceitou os termos búlgaros e enviou seus próprios emissários a Simeão. Contudo, em seu caminho de volta o navio foi capturado pelos bizantinos, que conseguiram superar os búlgaros e distrair um ataque fatímida. Os búlgaros permaneceram no controle de boa parte dos Bálcãs, anexando a Sérvia, uma aliada bizantina, em 924, mas sem apoio naval foram incapazes de lançar um ataque decisivo contra Constantinopla. A guerra continuou até a morte de Simeão em 927, quando seu filho Pedro I (r. 927–969) concluiu um tratado de paz com os bizantinos, que reconheceu o título imperial aos monarcas búlgaros e a completa independência da Igreja Ortodoxa Búlgara como um patriarcado autocéfalo em troca de boa parte das conquistas de Simeão na Trácia depois de 917.